# Igor Milanović
Igor Milanović (ur. 18 grudnia 1965 w Belgradzie) – serbski piłkarz wodny. W barwach Jugosławii dwukrotny złoty medalista olimpijski.
Mierzący 195 cm wzrostu zawodnik mistrzem olimpijskim był w Los Angeles w 1984 (Jugosławia była jednym z państw komunistycznych, które wzięły udział w olimpiadzie) oraz w Seulu. Był srebrnym medalistą mistrzostw Europy w 1985 i 1987, a w 1986 i 1991 mistrzem świata. W kadrze Jugosławii rozegrał ponad 300 spotkań i zdobył powyżej 450 goli. W barwach nowej Jugosławii brał udział w IO 96.
W 2006 został przyjęty do International Swimming Hall of Fame.